# شريان ثلاثي التوائم
شريان ثلاثي التوائم (بالإنجليزية: Trigeminal artery)‏‏ هو الشريان الذي يزود الشريان القاعدي بالدم أثناء مراحل تطور الجنين البشري.